# Françoise Aubut
Françoise Aubut   (Saint-Jérôme, 5 de setembre de 1922 - Montreal, 8 d'octubre de 1984) Françoise Aubut-Pratte, va ser una organista i pedagoga musical canadenca.

## Biografia
Françoise Aubut era besnéta de Calixa Lavallée i neboda d'Albiny Paquette, ministre de Salut del Quebec. Va estudiar orgue amb Eugène Lapierre i harmonia i piano amb Antonio Létourneau al Conservatori Nacional de Montréal. Als catorze anys va rebre un diploma d'orgue de la Schola cantorum de Mont-real. Al New England Conservatory of Music de Boston del 1937 al 1938 va continuar la seva formació amb Carl McKinley (orgue), Jesús María Sanroma (piano) i Marian Mason (harmonia) i va rebre el diploma de solista.
Per continuar els seus estudis, Aubut va viatjar a París el 1938, on inicialment va prendre classes particulars d'orgue amb Marcel Dupré. L'octubre de 1939 va ser admesa al Conservatori de París, però aviat va ser internada a Besançon com a subjecte britànic. Va ser alliberada després de diversos mesos i va poder continuar la seva educació. Va estudiar piano amb Alfred Cortot a l'École Normale de Musique de París, solfeig amb Nadia Boulanger i contrapunt i fuga amb Simone Plé-Caussade al Conservatori de París, història de la música amb Norbert Dufourcq i composició amb Henri Busser. El 1944 es va convertir en la primera estudiant d'origen nord-americà a rebre un Gran Premi d'improvisació per a orgue al Conservatori de París.
Durant la seva estada a França va treballar com a organista a l'església Notre-Dame-de-l'Assomption de Passy i va actuar, entre altres coses, al Palau de Versalles, al Palau de Chaillot i a l'església de St-Sulpice. Després del seu retorn al Canadà el 1945, va guanyar el reconeixement tant com a intèrpret d'orgue i com a improvisadora i va popularitzar les obres d'orgue de Dupré i Olivier Messiaen al país. El 1949 va participar en les celebracions del 200 aniversari de Johann Sebastian Bach a Ais de Provença i després va actuar al "Palais du Trocadéro" de París. Va participar en nombrosos seminaris i conferències durant les dècades de 1950 i 1960 i va fer aparicions a l'Expo 58 de Brussel·les.
A Mont-real, Aubut va ser organista a la parròquia de "Saint-Édouard" de 1950 a 1955, després a l'església de "Notre-Dame-des-Neiges" de 1955 a 1984 i a l'església del monestir de "Saint-Albert-le-Grand" de 1968 a 1968. 1984. Va aparèixer regularment al programa de ràdio CBC, on va estrenar Psaume CL de Jean Papineau-Couture el 1955. El 1963 va tocar la Suite de Pâques de Roger Matton a la ràdio francesa. El 1956 va gravar dos LP (incloent-hi el Coral núm. 3 de César Franck i Pange lingua, Ave maris stella i la Passió simfònica de Dupré).
Aubut va començar la seva carrera docent el 1951 a la Universitat de Mont-real, on va ensenyar orgue i teoria musical. També va ensenyar a l'"École Vincent-d'Indy", l'"Institut Natzaret", el "Conservatoire de musique du Québec", el "Conservatoire de musique de Montréal" i el "Collège de musique Ste-Croix". Entre d'altres, els seus alumnes van ser François Bernier, Victor Bouchard, Marthe Lesage, Jean Thibault, Eugène Lapierre, Christopher Jackson, Pierre Grandmaison, Céline Dussault, Pierre Gouin, Lucie Madden i Denis Regnaud. El 1961 va ser guardonada amb el "Prix de musique Calixa-Lavallée". Els anys 1962 i 1978 va formar part del tribunal d'examen del Conservatori de París.
Françoise Aubut va morir a Montreal el 8 d'octubre del 1984 als 62 anys. Va ser sepultada al cementiri Notre Dame des Neiges de Mont-real.